# كأس كازاخستان 1997–98
كأس كازاخستان 1997–98 (بالروسية: Кубок Казахстана по футболу 1997/1998)‏ هو الموسم 6 من كأس كازاخستان. أقيم خلال الفترة 15 يونيو 1997 وحتى 10 يونيو 1998، وأشرف على تنظيمه اتحاد كازاخستان لكرة القدم، وكان عدد الأندية المشاركة فيه 14، وفاز فيه نادي إيرتيش بافلودار.